# 恋に落ちた時
「恋に落ちた時」（こいにおちたとき、When I Fall in Love）は、ヴィクター・ヤング（音楽）とエドワード・ヘイマン（歌詞）が作曲したポピュラーソング。それは映画『零号作戦』で初めて使用された。この歌はスタンダードになり、多くのアーティストが録音したが、最初のヒット・ヴァージョンはドリス・デイによるものである。ドリス・デイの録音は1952年6月5日に制作された。それはコロムビア・レコードによりカタログナンバー39786として発表され、裏面の「Take Me in Your Arms」とともに発行された。この歌はビルボードチャート20位に達した。
あるカヴァーヴァージョンが1956年12月28日にナット・キング・コールにより録音された。それはキャピトル・レコードによりLPアルバム『恋こそはすべて』で発行され、カタログナンバーSW824である。このシングルはイギリスで1957年に発売され、全英シングルチャート2位に達した。この録音は1987年に再発売され、その時4位であった。それは同時に発売されたリック・アストリーによるヴァージョンと競った。アストリーのヴァージョンは2位に達した。ロマンチック歌手ジョニー・マティスはそれを彼のアルバムOpen Fire, Two Guitarsで1959年に録音し、イギリスと他の多くの国でチャートに入った。ブルース・ラウンジ歌手エタ・ジョーンズは彼女の1961年ヴァージョンでビルボードトップ100でヒットさせた。レターメンによりシングルとして1961年に発行されたヴァージョンはまたかなり人気になりビルボードポップチャートの7位とイージーリスニングチャートの1位に達した。
カーペンターズはこの歌を最後のテレビ特集番組『Music, Music, Music!』のために録音した。リチャード・カーペンターはそれを彼らのアルバム『愛の軌跡〜ラヴラインズ』で「ホエン・アイ・フォール・イン・ラブ」として正式に発表、彼の妹の死から6年後の1989年であった。この歌はまた彼らの1994年のセカンド・コンピレーション『Interpretations:カーペンターズ コレクション 25th Anniversary Celebration』 にも収録された。カーペンターはまたInterpretationsというVHSテープを発表し、『When I Fall in Love』ミュージックビデオが入っている。カントリー歌手ケニー・ロジャースは彼のヴァージョンを彼のラブソングのコレクションAlways and Foreverに収録した。

## リック・アストリーのヴァージョン
リック・アストリーによるヴァージョンは、この歌のナット・キング・コールのヴァージョンの30周年記念発売と同時期にあたる1987年11月にリリースされた。このシングルにはイギリスのクリスマス・ナンバーワン・シングルにおける競争があり、ライバルのEMIはペット・ショップ・ボーイズの首位獲得のためにナット・キング・コールによるヴァージョンを再発売した。これが影響してかペット・ショップ・ボーイズが首位を記録したのと引き換えに、リック・アストリーのバージョンは250,000枚以上の売れ行きを記録し、またBPIからのシルバー認定を獲得したにもかかわらず イギリスでは2週間連続の2位が最高位であった。この際ナット・キング・コールのバージョンの再発売は4位に達した。
このシングルは両A面として発売され、両A面のもう1つの曲であるMy Arms Keep Missing Youは、ヨーロッパで独自に成功した。

### チャート
| チャート（1987年）               | 最高 順位 |
| -------------------------------- | --------- |
| オーストラリアのシングルチャート | 5         |
| オーストリア・トップ40           | 21        |
| ドイツ・シングルチャート         | 7         |
| スウェーデン・シングルチャート   | 12        |
| スイス・ミュージックチャート     | 14        |
| 全英シングルチャート             | 2         |

### 年末チャート
| 年末チャート（1987年）   | 順位 |
| ------------------------ | ---- |
| 全英シングルチャート     | 50   |
| 年末チャート（1988年）   | 順位 |
| ドイツ・シングルチャート | 78   |

## セリーヌ・ディオンとクライヴ・グリフィンのヴァージョン
セリーヌ・ディオンとクライヴ・グリフィンによるバージョンはロマンチック・コメディ『めぐり逢えたら』の主題歌として1993年6月28日にシングル発売された。邦題は「めぐり逢えたら・愛のテーマ」。1994年のグラミー賞（Best Pop Performance by a Duo or Group with Vocal）にノミネートされ、同賞のBest Instrumental Arrangement Accompanying Vocalist(s) を受賞した。賞自体はデイヴィッド・フォスターとジェレミー・ラボックに贈られている。この歌はめぐり逢えたら サウンドトラック（アメリカでBillboard 200での1位と4百万枚以上の販売による4xプラチナ RIAA認定）と、後のディオンが1993年11月に発表したアルバム『ラヴ・ストーリーズ』の双方に収録されている。
ミュージックビデオはドミニク・オーランドの監督により、カリフォルニア州ハリウッドで撮影された。
ニュージーランドでの22位、アメリカ合衆国での23位、オランダでの37位などいくつかの国ではトップ40に入った。特にアメリカのホット・アダルト・コンテンポラリーでは人気となり、最高6位を記録した。
1998年、アン・マレーはこの曲をセリーヌ・ディオンと共にライブ公演し、その模様がマレーのDVD『An Intimate Evening with Anne Murray...Live』に収録された。後に、このバージョンはマレーの2007年のアルバム『Anne Murray Duets: Friends & Legends』にも収録されている。

### 収録曲
世界版CDシングル
1. 「めぐり逢えたら・愛のテーマ」 – 4:20
2. 「イフ・アイ・ワー・ユー」 – 5:07

イギリス版CDマキシシングル
1. 「めぐり逢えたら・愛のテーマ」 – 4:20
2. 「イフ・ユー・アスクト・ミー・トゥ」 – 3:55
3. 「アン・アフェア・トゥ・リメンバー」（インストゥルメンタル） – 3:30

### チャート
| チャート（1993年）                                             | 最高位 |
| -------------------------------------------------------------- | ------ |
| オーストラリアのシングルチャート                               | 93     |
| カナダのレコードのコンテンポラリー・ヒットラジオチャート       | 31     |
| カナダ RPM トップシングル                                      | 21     |
| カナダ RPM アダルトコンテンポラリー                            | 2      |
| オランダ・シングルチャート                                     | 37     |
| ニュージーランド・シングルチャート                             | 22     |
| アメリカ「ビルボード」ホット100                                | 23     |
| アメリカ「ビルボード」ホットアダルトコンテンポラリー・トラック | 6      |
| アメリカ「ビルボード」トップ40メインストリーム                 | 40     |

## その他のカバー
| - 岩崎宏美 - 1995年のアルバム『MY GRATITUDE〜感謝』に収録。 - ローラ・ニーロ - レスリー・ギャレット - アンディ・エイブラハム - レイ・アンソニー - リック・アストリー - チェット・ベイカー - トニー・ベネット - ブルック・ベントン - ボブ・バーグ - シラ・ブラック - クリス・ボッティ - ボーイズIIメン - ルビー・ブラフ - デボラ・ブラウン - カレン・カーペンター - ベティ・カーター - チャン・フェイ - アルマ・コーガン - ナタリー・コール - ナット・キング・コール - ペリー・コモ - サム・クック - ケヴィン・コヴェス - マイケル・クロフォード - マイルス・デイヴィス - ドリス・デイ - サンドラ・ディー - セリーヌ・ディオン・アンド・クライヴ・グリフィン - デュアン・エディ - エコー&ザ・バニーメン - エステロ・アンド・アバカス - ビル・エヴァンス - フラミンゴス - フォー・プレップス | - ジェニー・フリッキ - ビル・フリゼール - スタン・ゲッツ - ティツィアナ・ギリオーニ - キャシー・リー・ギフォード - イーディ・ゴーメ - ジム・ホール - パット・ヒーリー - レナ・ホーン - エンゲルベルト・フンパーディンク - ボビー・ハッチャーソン - ブライアン・ハイランド - フリオ・イグレシアス - ウィリス・"ゲーター"・ジャクソン - ジョニ・ジェームス - キース・ジャレット - オリヴァー・ジョーンズ - トム・ジョーンズ - スタン・ケントン - クロコダイル - ガリー・レメル - レターメン - ジュリー・ロンドン - ジョン・ライトル - マイク・マイニエリ - バリー・マニロウ - ジョニー・マティス - レス・マッキャン - ジャック・マクダフ - ジャッキー・マクリーン - カーメン・マクレエ - ブラッド・メルドー - マーカス・ミラー | - ハンク・モブレー - マット・モンロー - ナナ・ムスクーリ - ロブ・マリンズ - アン・マレー - ボブ・パートン - ピーター&ゴードン - ピーター・アンド・ザ・テスト・チューブ・ベイビーズ - ラス・ピーターソン - プラターズ - アーサー・プライソック - ダニー・オズモンド - ルー・ロウルズ - リアル・グループ - ケニー・ロジャース - リンダ・ロンシュタット - ダイアン・シューア - サンディー・ショウ - ジミー・ソマーズ - ブレント・スパイナー - トゥーツ・シールマンス - ダイナ・ワシントン - グローヴァー・ワシントン・ジュニア - ラッセル・ワトソン - マーク・ウェーバー - ベン・ウェブスター - ウエストライフ - ジョー・ウィリアムス - ワイノナ・ジャッド - ジャクリン・ヴィクトル - ボビー・ヴィントン - ファロン・ヤング - グレン・フレッドリー&デウィ・サンドラ |